# Manuel Gutiérrez Aragón
Manuel Gutiérrez Aragón   (Torrelavega, 2 de gener de 1942) és un director de cinema, guionista i escriptor espanyol, que va guanyar amb la seva primera novel·la, La vida antes de marzo, el Premi Herralde de Novel·la 2009; membre de nombre de les reials acadèmies de Belles arts de San Fernando (ingrés: 24 de febrer de 2004) i de la llengua espanyola (ingrés: 24 de gener de 2016).

## Biografia

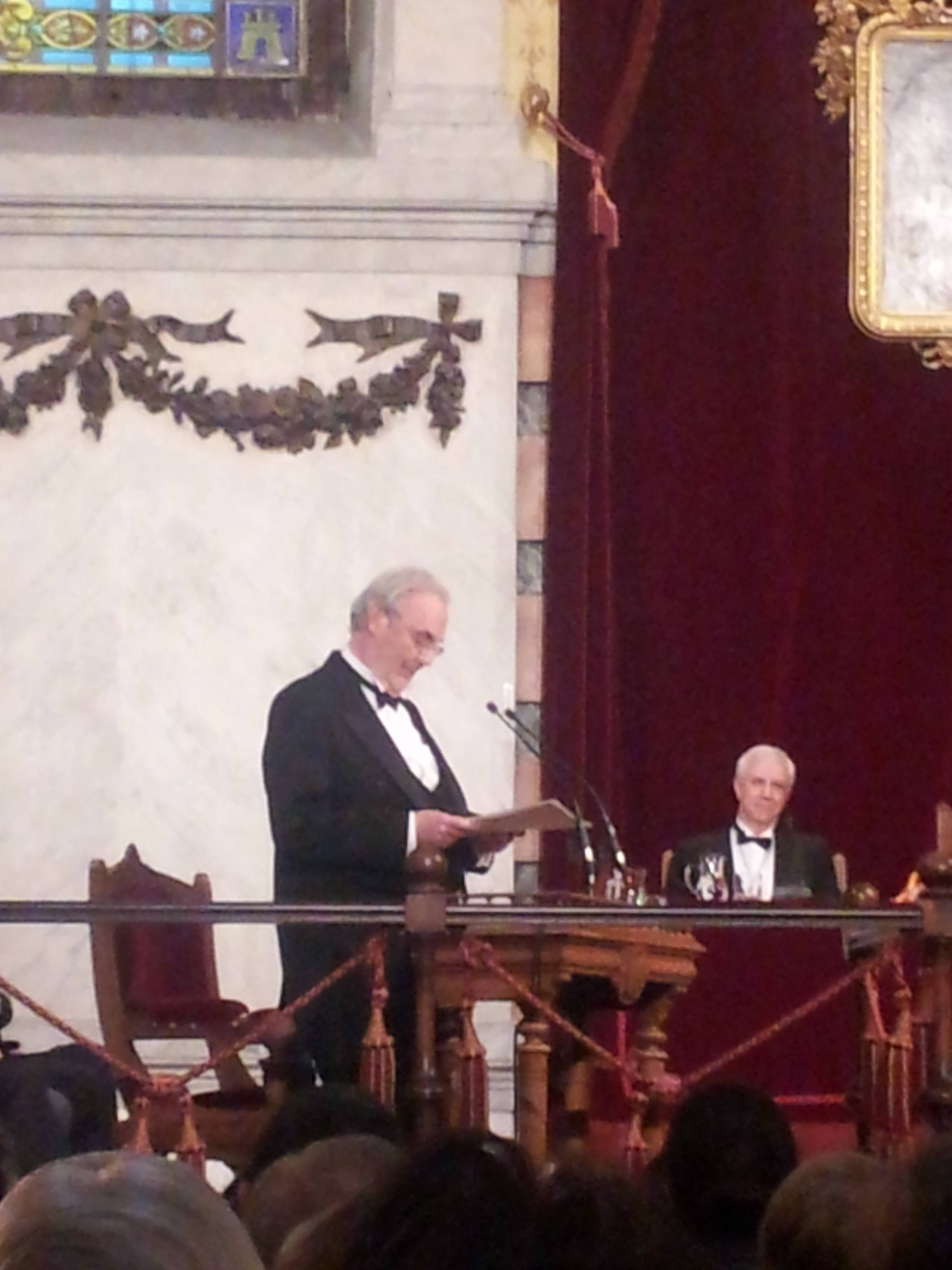
Manuel Gutiérrez Aragón llegeix el seu discurs A la recerca de l'escriptura fílmica en la seva recepció pública a la Reial Acadèmia Espanyola.

Va arribar a Madrid a estudiar periodisme, però com no hi havia contingent va ingressar a l'Escola Oficial de Cinematografia, en la qual es va graduar com a director el 1970. Heus aquí com explica Gutiérrez Aragó que es va fer cineasta "de manera accidental": "Vaig venir a Madrid a estudiar periodisme, però no hi havia places i em vaig matricular a l'Escola de Cinema. Em sentia un polissó. Vaig descobrir després que fer pel·lícules és un tòxic, molt addictiu i podia guanyar diners més ràpids que en periodisme. Encara que jo el que volia era escriure. Vaig començar fent guions, sense considerar-los una peça literària".
Després de rodar diverses pel·lícules de curta durada, debuta el 1973 amb el llargmetratge Habla, mudita, protagonitzat per José Luis López Vázquez i Kiti Mánver. La pel·lícula, que va obtenir el Premi de la Crítica en el Festival de Berlín, reflecteix l'univers oposat d'un intel·lectual i una petita camperola amb mentalitats completament diferents.
Posteriorment, col·labora en els guions de Furtivos, de José Luis Borau i Les llargues vacances del 36, de Jaime Camino.
La seva següent pel·lícula, Camada negra, fresc salvatge sobre la pervivència de grups feixistes de conducta violenta en l'arrencada de la Transició, és oficialment prohibida, malgrat haver mort Franco, fins a 1977. Després de guanyar a Berlín l'Os de Plata a la millor direcció, s'estrena a Madrid enmig d'atacs ultradretans.
Seria el començament d'una fructífera col·laboració entre el director i l'actriu Ángela Molina, protagonista també de El corazón del bosque (1979), Demonios en el jardín (1982) i La mitad del cielo (1986), obres clau en les seves carreres que componen un retrat al·legòric de l'Espanya ominosa del franquisme. El productor és Luis Megino, que també col·labora en els guions.
El 1981 codirigeix els Cuentos para una escapada junt amb Jaime Chávarri, Teo Escamilla, José Luis García Sánchez, Carles Mires, Miguel Ángel Pacheco i Gonzalo Suárez. Compta amb Fernando Fernán Gómez a Maravillas, pel·lícula sobre els descobriments de l'adolescència en un context jueu; Feroz, coescrita per Elías Querejeta i La noche más hermosa, entre d'altres, que li permeten col·locar-se al capdavant de la seva generació.
El 1991 realitza per a TVE la sèrie El Quijote de Miguel de Cervantes a partir del guió de Camilo José Cela, amb Fernando Rey i Alfredo Landa en els papers principals. Onze anys després rodaria en cinema una nova versió de El Quixot, aquest cop encarnat per Juan Luis Galiardo.
El 1993 és elegit president de la Societat General d'Autors i Editors, càrrec que ocupa fins a 2001, quan passa a encapçalar la Fundació Autor i després l'Institut Buñuel. També presideix, des de 2000, la Federació Europea de Realitzadors Audiovisuals. Col·labora, a més, com a guionista en cintes d'altres directors com Jarrapellejos, d'Antonio Giménez-Rico o Cuando vuelvas a mi lado, de Gracia Querejeta.
Algunes de les seves pel·lícules recents són Visionarios (2001) i La vida que te espera (2004), en les quals no abandona l'entorn rural i la reflexió política inherent a bona part de la seva obra. En 2008 retrata el conflicte basc creuant les vides d'un terrorista i d'un amenaçat per ETA a Todos estamos invitados, alhora que fa pública la seva intenció d'abandonar la direcció cinematogràfica.
Actors de renom com Ana Belén, Imanol Arias, Carmen Maura, Juan Diego, Emma Suárez o Marta Etura han treballat a les seves ordres.
Autor d'un cinema complex i progressivament popular, Gutiérrez Aragón és un dels directors més madurs i premiats de la seva generació. Ha rodat en múltiples ocasions en paratges naturals del seu Cantàbria natal.
Aparegué com a actor en dues pel·lícules, Corto descafeinado (2007), de Juan Manuel Cotelo i Antonio Esteve i Contra la pared (1988), de Bernardo Fernández.
Gutiérrez Aragón ha fet incursions també el teatre. Així, el 1979 dirigí la versió teatral de Peter Weiss sobre El proceso de Kafka. Va escriure pel Centre Dramàtic Nacional Morirás de otra cosa, obra que va dirigir i estrenar al Teatro María Guerrero de Madrid (1982). També dirigí el 1998 dues òperes basades en texts de Federico García Lorca, que foren representades en el Festival de Teatre de Granada, a la Zarzuela de Madrid i a La Fenice de Venècia.
En 2009 revelà la seva faceta d'escriptor, en guanyar el Premi Herralde de Novel·la amb La vida antes de marzo. Anagrama publicà en 2012 la seva segona novel·la, Gloria mía.
El 16 d'abril de 2015 va ser elegit pel ple de la Reial Acadèmia Espanyola per ocupar la cadira F, anteriorment ocupada per José Luis Sampedro. Va llegir el seu discurs d'ingrés, En busca de la escritura fílmica, el 24 de gener de 2016.
Va militar en el Partit Comunista d'Espanya, que va abandonar després de la legalització del PCE el 1977.

## Filmografia

### Cine
| Any  | Pel·lícula                         | Director                 |
| ---- | ---------------------------------- | ------------------------ |
| 2007 | Todos estamos invitados (DG)       | Manuel Gutiérrez Aragón  |
| 2005 | Una rosa de Francia (DG)           | Manuel Gutiérrez Aragón  |
| 2004 | La vida que te espera (DG)         | Manuel Gutiérrez Aragón  |
| 2002 | El caballero Don Quijote (DG)      | Manuel Gutiérrez Aragón  |
| 2001 | Visionarios (DG)                   | Manuel Gutiérrez Aragón  |
| 1999 | Cuando vuelvas a mi lado (G)       | Gracia Querejeta         |
| 1995 | Los baúles del retorno (G)         | María Miró               |
| 1997 | Cosas que dejé en la Habana (DG)   | Manuel Gutiérrez Aragón  |
| 1996 | El rey del río (DG)                | Manuel Gutiérrez Aragón  |
| 1995 | Cuernos de mujer (G)               | Enrique Urbizu           |
| 1992 | El llarg hivern (G)                | Jaime Camino             |
| 1991 | La noche más larga (G)             | José Luis García Sánchez |
| 1988 | Malaventura (DG)                   | Manuel Gutiérrez Aragón  |
| 1987 | Jarrapellejos (G)                  | Antonio Giménez-Rico     |
| 1986 | La mitad del cielo (DG)            | Manuel Gutiérrez Aragón  |
| 1984 | La noche más hermosa (DG)          | Manuel Gutiérrez Aragón  |
| 1984 | Feroz (DG)                         | Manuel Gutiérrez Aragón  |
| 1982 | Demonios en el jardín (DG)         | Manuel Gutiérrez Aragón  |
| 1981 | Cuentos para una escapada (DG)     | Manuel Gutiérrez Aragón  |
| 1980 | Maravillas (DG)                    | Manuel Gutiérrez Aragón  |
| 1979 | El corazón del bosque (DG)         | Manuel Gutiérrez Aragón  |
| 1978 | Sonámbulos (DG)                    | Manuel Gutiérrez Aragón  |
| 1977 | Camada negra (DG)                  | Manuel Gutiérrez Aragón  |
| 1976 | Les llargues vacances del 36 (G)   | Jaime Camino             |
| 1975 | Furtivos (G)                       | José Luis Borau          |
| 1974 | Las truchas (G)                    | José Luis García Sánchez |
| 1973 | Habla, mudita (DG)                 | Manuel Gutiérrez Aragón  |
| 1971 | El cordobés (DG)                   | Manuel Gutiérrez Aragón  |
| 1970 | Cátedras ambulantes (DG)           | Manuel Gutiérrez Aragón  |
| 1969 | Jansel y Gretel (DG)               | Manuel Gutiérrez Aragón  |
| 1969 | El último día de la humanidad (DG) | Manuel Gutiérrez Aragón  |

- (DG) Director i guionista
- (G) Només guionista

### Televisió
| Any  | Sèrie                                 | Director                              |
| ---- | ------------------------------------- | ------------------------------------- |
| 2003 | Andalucía es de Cine (DG)             | Manuel Gutiérrez Aragón i Juan Lebrón |
| 1991 | El Quijote de Miguel de Cervantes (D) | Manuel Gutiérrez Aragón               |
| 1985 | Los pazos de Ulloa (G)                | Gonzalo Suárez                        |

- (D) Director
- (G) Guionista

### Curtmetratges
| Any  | Curtmetratge      | Director                              |
| ---- | ----------------- | ------------------------------------- |
| 1992 | Semana Santa (DG) | Manuel Gutiérrez Aragón i Juan Lebrón |

## Premis i candidatures
Festival Internacional de Cinema de Berlín
| Any  | Categoria                        | Pel·lícula    | Resultat   |
| ---- | -------------------------------- | ------------- | ---------- |
| 1977 | Os de Plata a la millor direcció | Camada negra  | Guanyador  |
| 1973 | Premi de la Crítica              | Habla, mudita | Guanyadora |

Festival Internacional de Cinema de Sant Sebastià
| Any  | Categoria                             | Pel·lícula            | Resultat   |
| ---- | ------------------------------------- | --------------------- | ---------- |
| 1986 | Conquilla d'Or a la millor pel·lícula | La mitad del cielo    | Guanyadora |
| 1982 | Coquilla d'Or a la millor pel·lícula  | Demonios en el jardín | Guanyadora |
| 1978 | Conquilla de Plata al millor director | Sonámbulos            | Guanyador  |

Premis Goya
| Any  | Categoria            | Pel·lícula               | Resultat  |
| ---- | -------------------- | ------------------------ | --------- |
| 2002 | Millor guió adaptat  | El caballero Don Quijote | Candidat  |
| 1999 | Millor guió original | Cuando vuelvas a mi lado | Candidat  |
| 1988 | Millor guió adaptat  | Jarrapellejos            | Guanyador |
| 1986 | Millor pel·lícula    | La mitad del cielo       | Candidat  |

Premis Fotogramas de Plata
| Any  | Categoria                   | Pel·lícula            | Resultat   |
| ---- | --------------------------- | --------------------- | ---------- |
| 1986 | Millor pel·lícula espanyola | La mitad del cielo    | Guanyadora |
| 1982 | Millor pel·lícula espanyola | Demonios en el jardín | Guanyadora |
| 1981 | Millor pel·lícula espanyola | Maravillas            | Guanyadora |

Altres reconeixements
- Preseleccionat per l'Oscar a la millor pel·lícula de parla no anglesa per Habla, mudita (1973).
- Premi del Cercle d'Escriptors Cinematogràfics al millor guió per Furtivos (1975).
- Preseleccionat per a l'Oscar a la millor pel·lícula de parla no anglesa per Sonámbulos (1978).
- Premi FIPRESCI de la Crítica en el Festival Internacional de Cinema de Moscou per Demonios en el jardín (1983).
- Premi David di Donatello de l'Acadèmia de Cinema d'Itàlia per Demonios en el jardín (1983).
- Preseleccionat per a l'Oscar a la millor pel·lícula de parla no anglesa per La mitad del cielo (1986).
- Premi Ondas a la millor pel·lícula per Cosas que dejé en la Habana (1997).
- Premio Nacional de Cinematografía (2005).
- Premi José Estrañi de l'Associació de la Premsa de Cantàbria (2006).
- Premi Especial del Jurado en el Festival de Cinema Espanyol de Màlaga per Todos estamos invitados (2008)
- Premi Herralde de Novel·la 2009 por La vida antes de marzo.[1]
- Medalla d'Or de l'Acadèmia de les Arts i les Ciències Cinematogràfiques d'Espanya (2012).
- Medalla d'Or al Mèrit en les Belles Arts (2012).

## Ficció
- La vida antes de marzo, Anagrama, 2009
- Gloria mía, Anagrama, 2012
- Cuando el frío llegue al corazón, Anagrama, 2013